# ایون شوینارد
ایون شوینارد (انگلیسی: Yvon Chouinard؛ زادهٔ ۹ نوامبر ۱۹۳۸) سنگ‌نورد و کارآفرین اهل ایالات متحده آمریکا است، که در سال ۱۹۷۳ شرکت تجهیزات ورزشی پاتاگونیا اینک را تأسیس کرد.